# Stylogaster tibialis
Stylogaster tibialis är en tvåvingeart som beskrevs av Camras och Parrillo 1985. Stylogaster tibialis ingår i släktet Stylogaster och familjen stekelflugor.
Artens utbredningsområde är Panama. Inga underarter finns listade i Catalogue of Life.